# Fairmont Hot Springs (British Columbia)
Fairmont Hot Springs ist eine Siedlung im Südosten der kanadischen Provinz British Columbia. Die Gemeinde liegt in der Nähe zur Grenze zur Provinz Alberta und ist verwaltungstechnisch nicht eigenständig (englisch unincorporated community).

## Geographische Lage
Fairmont Hot Springs liegt im Columbia Valley zwischen den Purcell Mountains und den Rocky Mountains. Die Gemeinde liegt am Highway 93 und Highway 95, welche hier auf einer gemeinsamen Strecke geführt werden. Die Siedlung liegt 108 Kilometer nördlich von Cranbrook und 141 Kilometer südlich von Golden.
Südlich der Highways, am Rande des Columbia Lake Provincial Park, entspringt der Columbia River dem Columbia Lake.

## Demographie
Der Zensus im Jahr 2011 ergab für die Ansiedlung eine Bevölkerungszahl von 476 Einwohnern. Die Bevölkerung war dabei im Vergleich zum letzten Zensus im Jahr 2006 um 5,0 Prozent geschrumpft, während die Bevölkerung in der Provinz Britisch Columbia gleichzeitig um 7,0 Prozent angewachsen war. Das Medianalter der Anwohner lag bei 53,3 Jahren, während es in der Provinz bei 41,9 Jahren lag.
Beim Zensus 2016 ergab sich eine Einwohnerzahl von 460.

## Verkehr

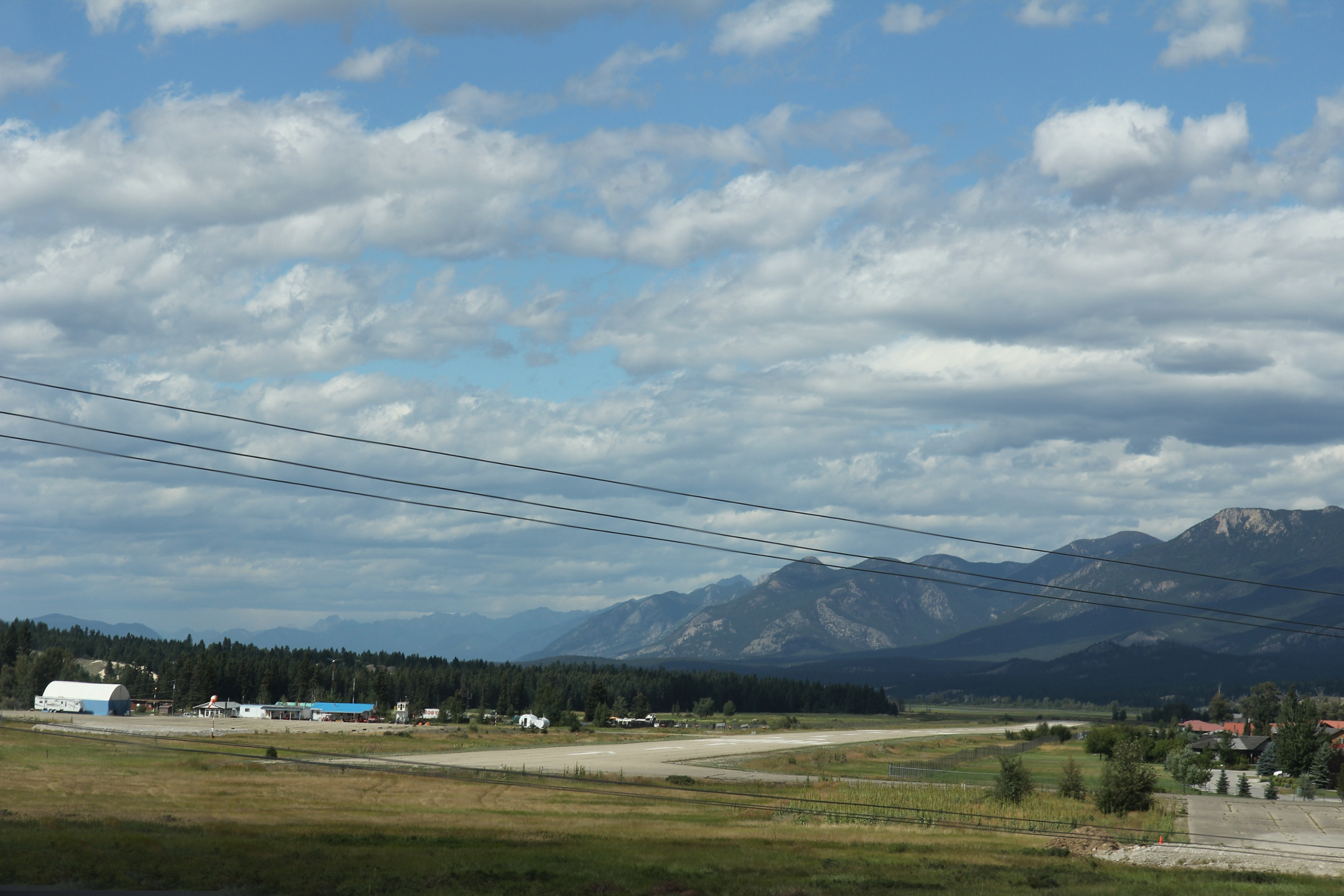
Fairmont Hot Springs Airport

Der örtliche Flughafen Fairmont Hot Springs (IATA-Code: YCZ, ICAO-Code: CYCZ, Transport Canada Identifier: -) hat nur eine asphaltierte Start- und Landebahn von nur 811 m Länge und liegt auf einer Höhe von 810 Metern über N.N. am westlichen Ortsrand.
Der öffentliche Personennahverkehr wird regional durch das „Columbia Valley Transit System“ angeboten, welches von BC Transit betrieben wird. Das „Columbia Valley Transit System“ bietet zwei Verbindungen an:
- North Connector (Edgewater–Radium Hot Springs–Invermere) und
- South Connector (Invermere–Windermere–Fairmont Hot Springs–Canal Flats)

## Weiteres
Die heißen Mineralquellen des Ortes – daher auch der Name – sind die größten natürlichen Quellen in ganz Kanada.
Fairmont Hot Springs hat mehrere Golfplätze und ein Skigebiet.
Am 15. Juli 2012 wurde der Ort von einer Schlammlawine getroffen. Es hatte sich Wasser angestaut, das von dem kleinen Bach, der durch Fairmont Hot Springs fließt, nicht schnell genug entwässert werden konnte.

## Galerie

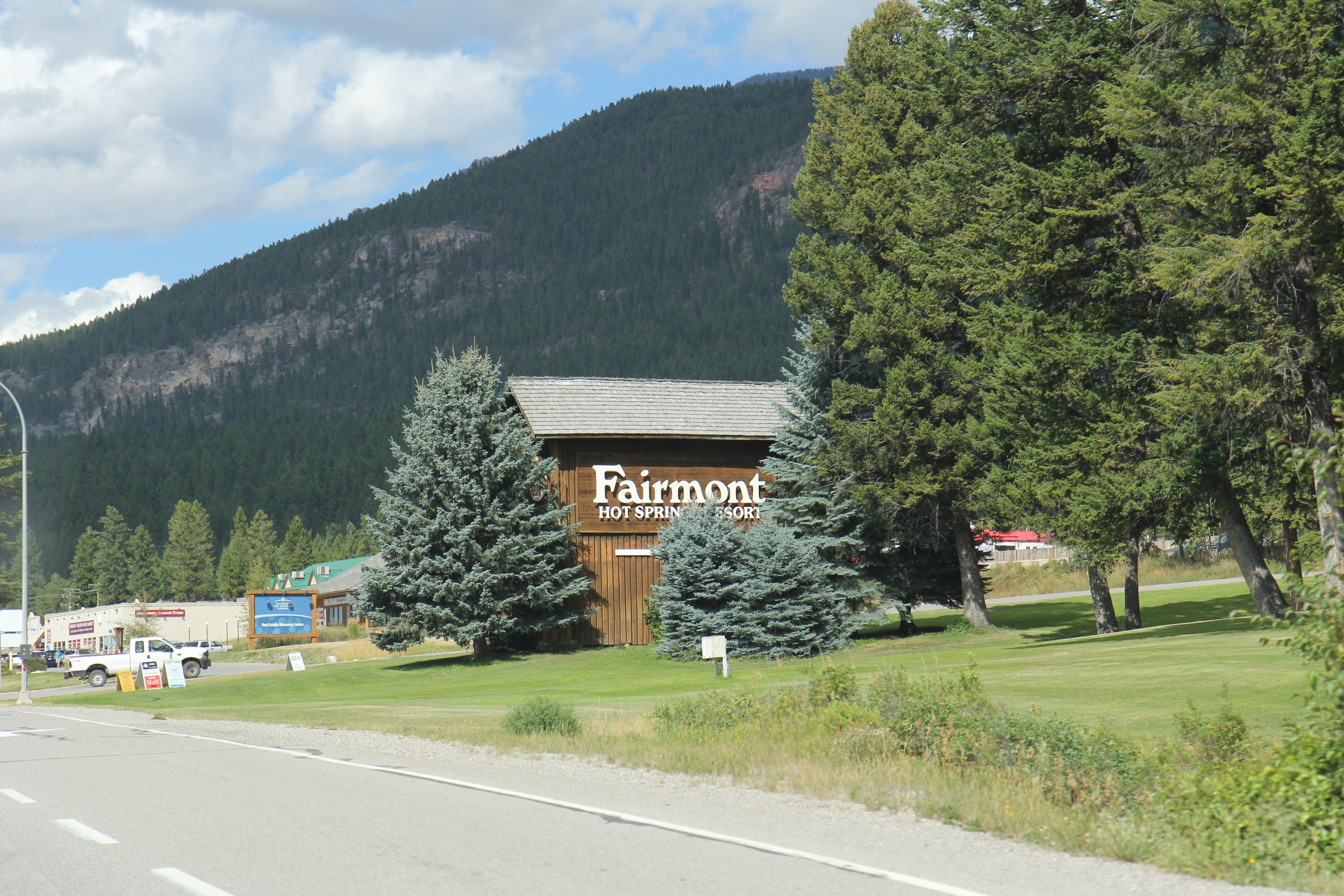
Fairmont Hot Springs Resort – Einfahrt
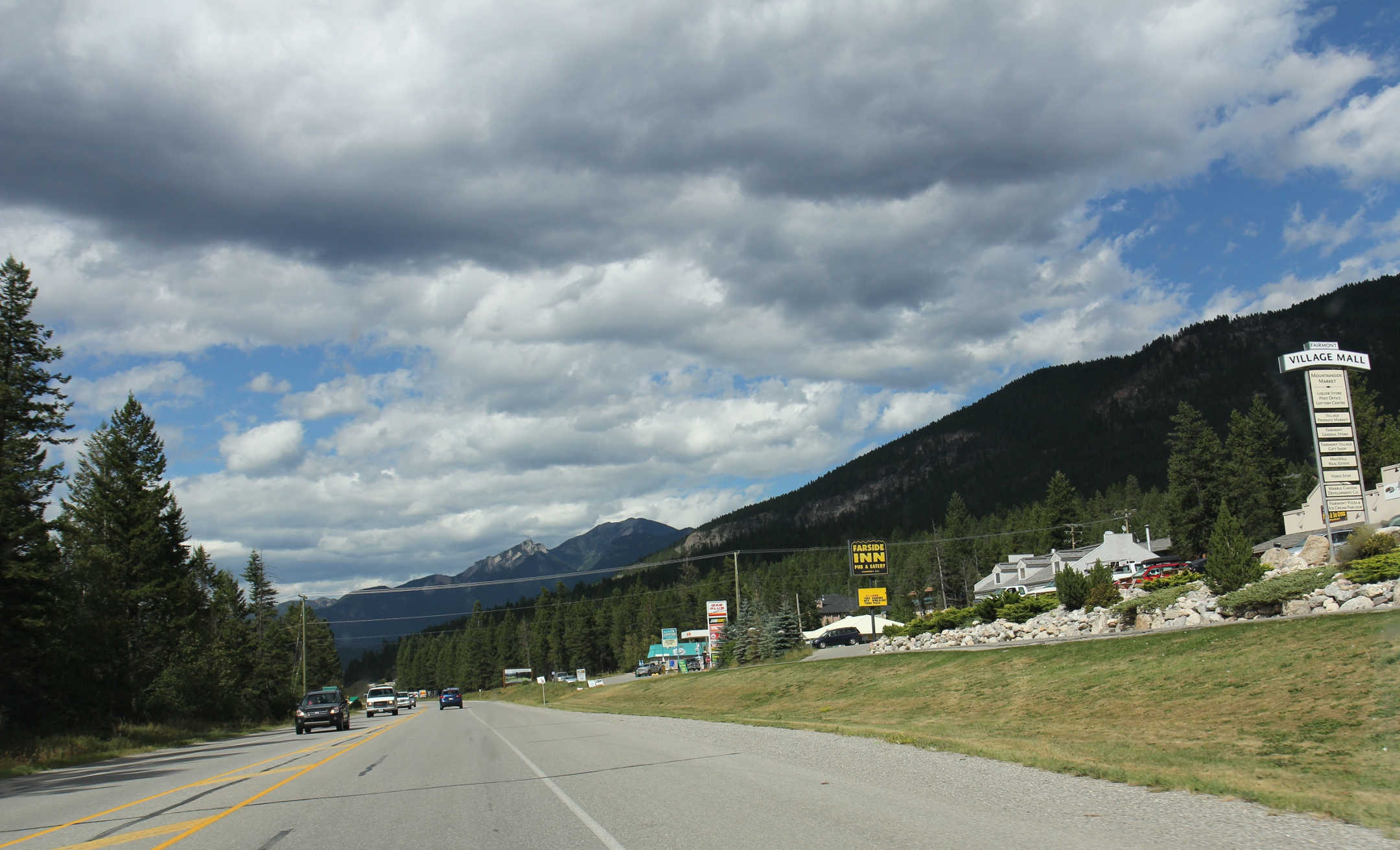
Business District
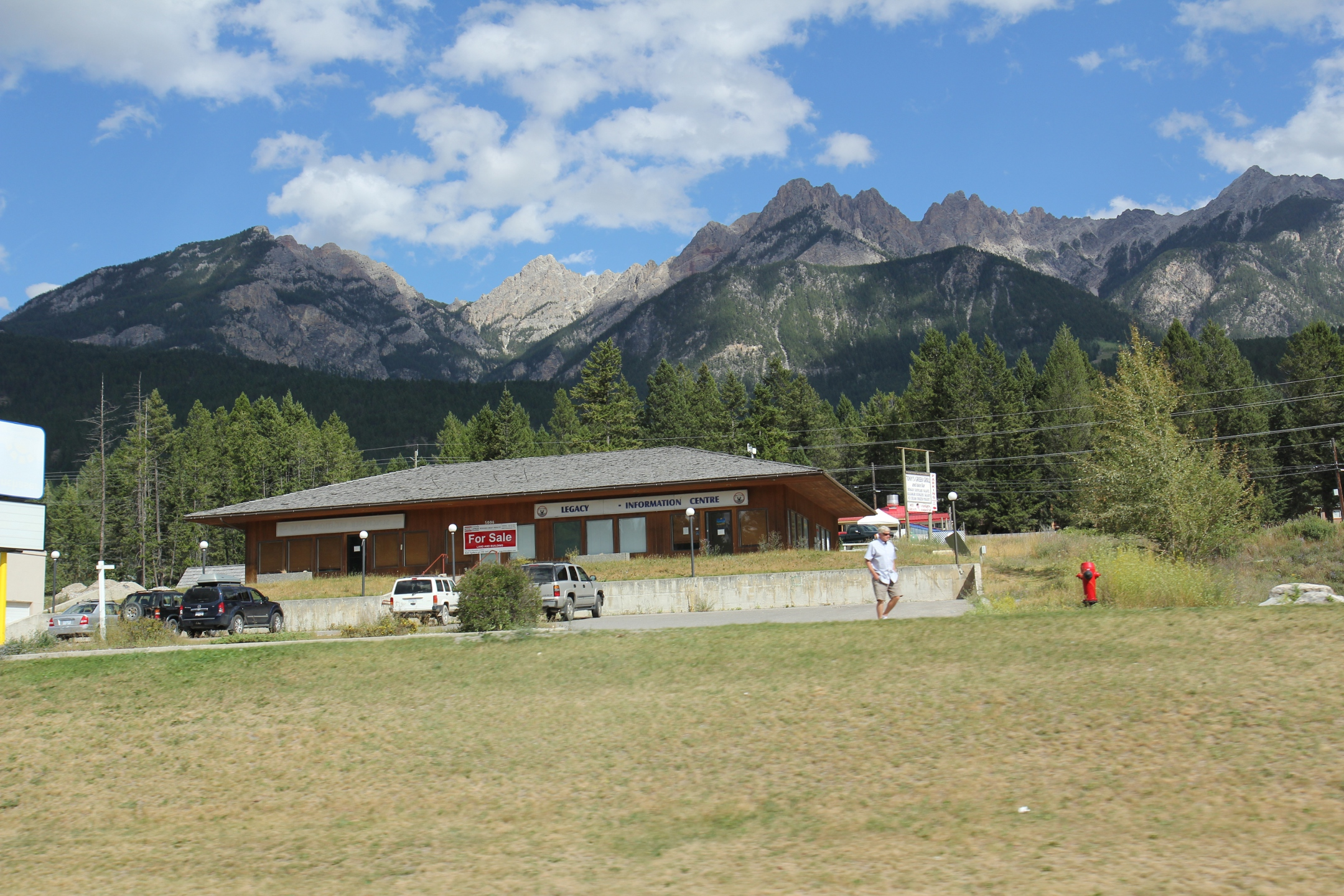
Informationszentrum
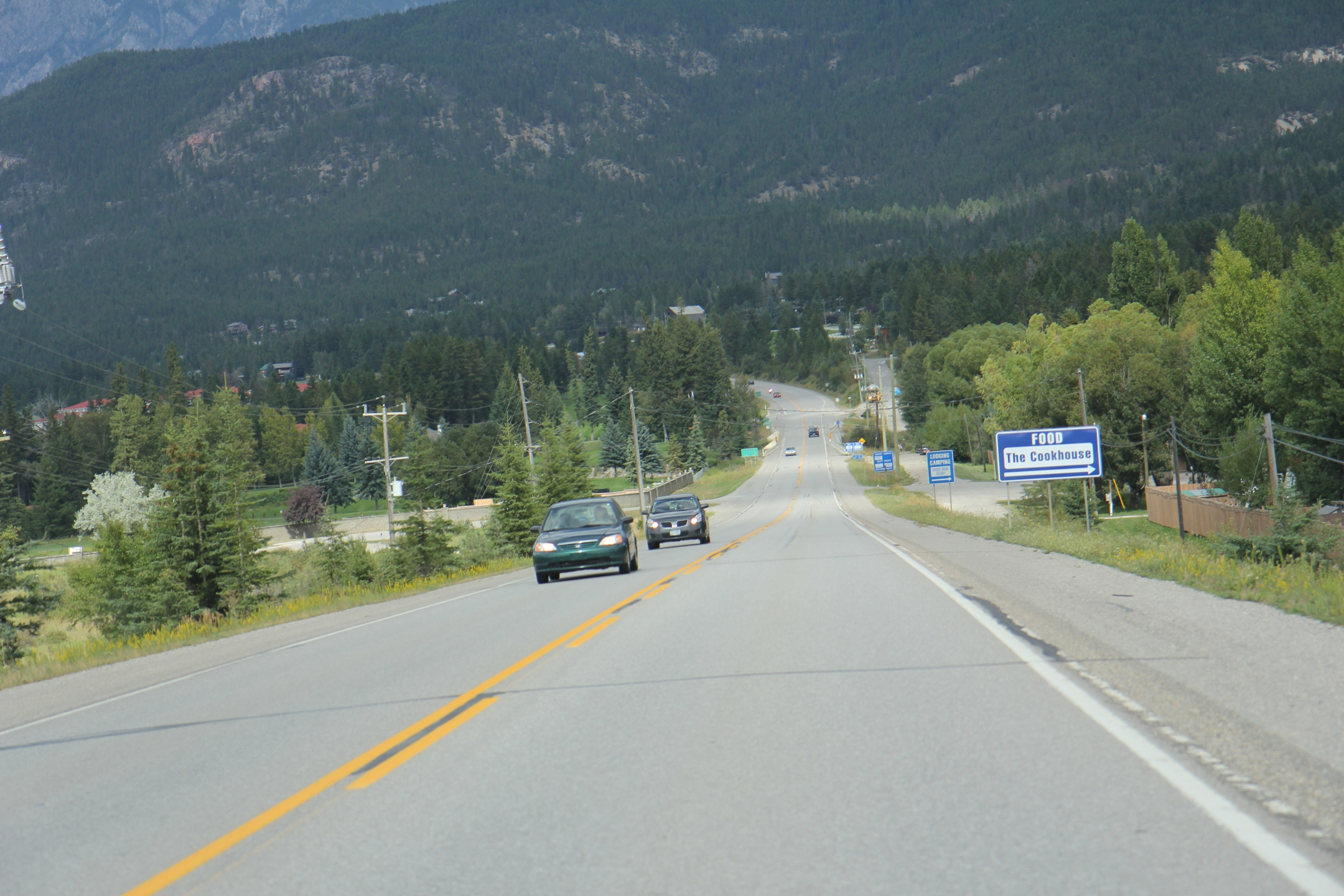
Blick auf den Highway BC93/BC95 in nördlicher Richtung